# Daniel W. Graham
Daniel Watkins Graham (* 28. März 1948) ist seit 1991 Abraham Owen Smoot Professor für Philosophie am Department of Philosophy der Brigham Young University (BYU).
Graham machte 1970 seinen Bachelor of Arts am Davidson College in Davidson (North Carolina) mit einem Abschluss in Philosophie; 1975 folgte der Master of Arts an der BYU in klassischer Altertumswissenschaft. 1980 promovierte er an der University of Texas at Austin im Fach Philosophie. Nach kurzer Lehrtätigkeit am Grinnell College in Grinnell (Iowa) von 1980–1982 (als Assistant Professor of Philosophy) sowie 1982–1984 (als Assistant Professor of Philosophy and Classics) und an der Rice University in Houston (Texas) von 1984–1986 (als Assistant Professor of Philosophy) arbeitet er seit 1986 (zuerst als Associate Professor of Philosophy) an der BYU. Weitere Stationen waren das College Clare Hall der University of Cambridge (Visiting Fellow von 1988–1989) und die Yale University (Visiting Professor of Philosophy im Herbst 1995).
Graham ist verheiratet und hat zwei Kinder.
Grahams Hauptforschungsgebiet ist die Philosophie der Antike (Vorsokratiker, Aristoteles). Er ist als Autor, Herausgeber und Übersetzer diverser Monographien und Artikel in wissenschaftlichen Zeitschriften in Erscheinung getreten.

## Schriften (Auswahl)
- Aristotle’s Two Systems. Oxford, Oxford UP 1987.
- (Hrsg.): Gregory Vlastos, Studies in Greek Philosophy. 2 Bde. Princeton 1995.
- (Übers., Komm.): Aristotle’s Physics, Book VIII. Translated with a Commentary by Daniel W. Graham (Clarendon Aristotle Series). Oxford University Press, Oxford 1999, ISBN 0-19-824092-9.
- (Hrsg. mit Victor Caston): Presocratic Philosophy: Essays in Honour of Alexander Mourelatos. Aldershot 2002.
- Explaining the Cosmos: the Ionian Tradition of Scientific Philosophy. Princeton 2006.
- (Hrsg. mit Patricia Curd): The Oxford Handbook of Presocratic Philosophy. Oxford, Oxford UP 2008.
- (Hrsg., Übers.): The Texts of Early Greek Philosophy. 2 Bde. Cambridge 2010.
- Science Before Socrates: Parmenides, Anaxagoras, and the New Astronomy. Oxford University Press, Oxford 2013.